# 애니 베전트

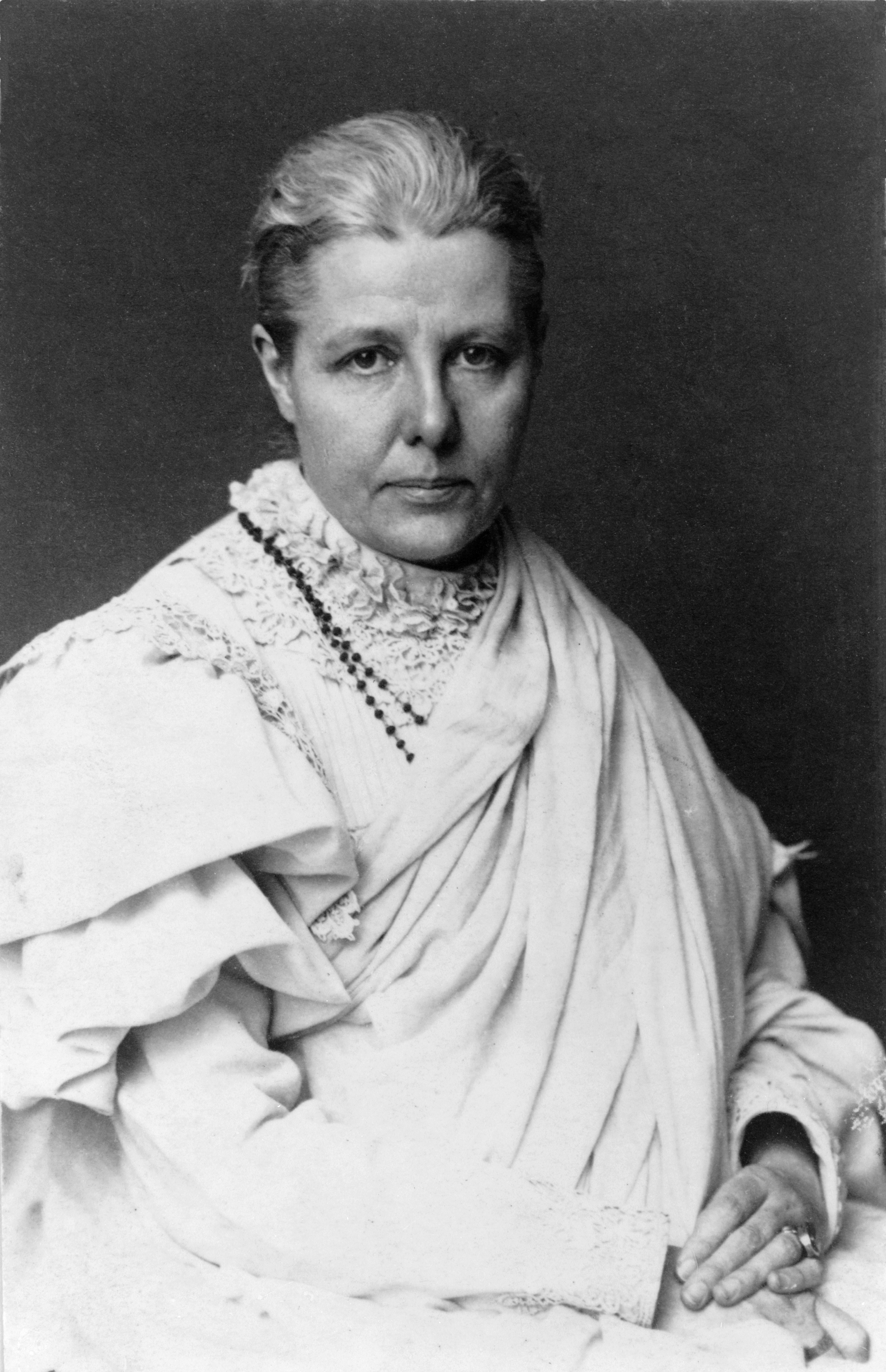
애니 베전트 (1897년)

애니 베전트(Annie Besant, 결혼 전 성은 우드(Wood), 1847년 10월 1일 ~ 1933년 9월 20일)는 영국의 사회주의자, 신지학주의자, 여성 인권 운동가, 작가, 웅변가, 교육주의자, 자선가였다. 인간 자유의 수호자로 여겨지는 그녀는 아일랜드와 인도의 자치권을 열렬히 지지했다. 그녀는 300권이 넘는 책과 팜플렛을 훌륭하게 쓴 다작의 작가였다. 교육자로서, 그녀는 바나라스 힌두 대학교의 설립자 중 한 명이 되는 것을 포함했다. 15년 동안 베상은 영국에서 무신론, 과학적 물질론의 공공 지지자였다. 베전트의 목표는 가난한 사람들에게 더 나은 고용, 생활 환경, 교육을 제공하는 것이었다.
그 후 베전트는 작가이자 찰스 브래드러프의 절친한 친구일 뿐만 아니라 전미 세속학회(NSS)의 저명한 연설가가 되었다. 1877년 그들은 산아제한 운동가 찰스 놀턴에 의해 책을 출판한 혐의로 기소되었다. 이 스캔들은 그들을 유명하게 만들었고 브래드러프는 1880년 노샘프턴의 국회의원으로 선출되었다.
그 후, 베전트는 피의 일요일 시위와 1888년 런던 성냥팔이 파업 등 노동조합 활동에 참여하게 되었다. 그녀는 페이비언 협회와 마르크스주의 사회민주연맹(SDF)의 지도적인 연설자였다. 그녀는 타워햄리츠구의 런던 교육위원회 위원으로도 선출되어 투표에 참여할 수 있는 여성이 거의 없었음에도 불구하고 투표에서 1위를 차지했다.
1890년 베전트는 헬레나 블라바츠키를 만났고, 이후 몇 년 동안 신지학에 대한 관심은 커져만 갔다. 그녀는 신지학협회의 회원이자 그 주제에 대한 저명한 강사가 되었다. 신지학에 관련된 일의 일환으로, 그녀는 인도를 여행했다. 1898년 그녀는 중앙 힌두 학교를 설립하는 것을 도왔고 1922년 인도 봄베이(오늘날의 뭄바이)에 하이데라바드 국립 대학 위원회를 설립하는 것을 도왔다. 1902년, 그녀는 국제 공동 프리메이슨 기사단의 첫 해외 지부인 르 드로이트 후맹을 설립하였다. 다음 몇 년 동안, 그녀는 대영 제국의 많은 지역에 오두막을 세웠다. 1907년 그녀는 신지학협회 회장이 되었고, 당시 국제 본부는 마드라스(오늘날의 첸나이) 아디야르에 있었다.
베전트는 또한 인도 국민회의에 가입하면서 인도 정치에 관여하게 되었다. 1914년 제1차 세계 대전이 발발했을 때, 그녀는 인도의 민주주의와 대영 제국 내의 지배 지위를 위해 운동을 하기 위해 홈룰 리그를 출범시키는 것을 도왔다. 이것은 1917년 말 그녀가 인도 국민회의 의장으로 선출되도록 이끌었다. 1920년대 후반, 베전트는 자신의 보호자와 함께 미국으로 건너가 아들 지두 크리슈나무르티를 입양했다. 크리슈나무르티는 1929년에 이러한 주장을 부인했다. 전쟁이 끝난 후, 그녀는 1933년 사망할 때까지 인도의 독립과 신지학을 위한 운동을 계속했다.

## 말년 및 사망
베전트는 신지학협회의 회장으로서 크리슈나무르티의 삶에 대한 견해를 수용하려고 노력했지만 성공하지 못했다. 두 사람은 그녀의 생이 끝날 때까지 친구로 지냈다.
1931년 그녀는 인도에서 병에 걸렸다.
1933년 9월 20일 영국령 인도의 아디야르에서 85세의 나이로 사망했다. 그녀의 시신은 화장되었다.
그녀는 딸 메이블을 유족으로 남겼다. 그녀가 죽은 후, 동료 지두 크리슈나무르티, 올더스 헉슬리, 귀도 페란도, 로잘린드 라자고팔은 캘리포니아에 해피밸리 학교를 세웠으며, 현재는 그녀를 기리기 위해 베상트 힐 해피밸리 스쿨로 개명했다.

## 같이 보기
- 앨리스 베일리
- 벤저민 크림
- 동방의 별의 교단